# Une enfant de Poto-Poto
Une enfant de Poto-Poto est un roman d'Henri Lopes, paru le 5 janvier 2012 aux Éditions Gallimard dans la collection « Continents noirs », ayant obtenu le prix littéraire de la Porte Dorée en 2012,. L'œuvre traite de l'amitié entre deux jeunes Congolaises qui vont se séparer un temps après l'évolution de leur pays.

## Résumé
Pélagie et Kimia sont deux bonnes amies, vivant à Poto-Poto le quartier le plus animé de Brazzaville après l'indépendance, à la fin des années 1960. Élèves au Lycée Savorgnan de Brazza, elles attendent ensemble une bourse pour leurs études universitaires à l'étranger.
Elles tombent toutes les deux amoureuses de leur professeur de lettres, Monsieur Franseschini, un métis né dans la même zone (Poto-Poto). Il affiche une vision positive du développement de l'Afrique en s'engageant dans la littérature et dans la politique. Peu après, Kimia se lance dans l'écriture. Ce trio se sépare ensuite, chacun suivant sa propre destination.